# François-Jacques-André Duchemin
François-Jacques-André Duchemin, francoski general, * 1884, † 1973.